# Élections municipales de 2014 à Aix-en-Provence
Pour un article plus général, voir Élections municipales de 2014 dans les Bouches-du-Rhône.
Les élections municipales ont lieu les 23 et 30 mars 2014 à Aix-en-Provence.
Droite et gauche partent en ordre dispersé pour ce scrutin : la maire sortante UMP Maryse Joissains-Masini affronte à droite une liste de l'UDI menée par Burno Genzana et au centre François-Xavier de Peretti, ancien MoDem se présentant sans étiquette. À gauche, le PS a désigné comme tête de liste Édouard Baldo lors d'une primaire ouverte alors que François Hamy pour EELV et Anne Mesliand pour le Front de gauche se présentent également. La candidate du FN Catherine Rouvier, est présente pour la première fois depuis 1995 au premier tour à Aix.

## Mode de scrutin
Le mode de scrutin à Aix-en-Provence est celui des villes de plus de 1 000 habitants : la liste arrivée en tête obtient la moitié des 55 sièges du conseil municipal. Le reste est réparti à la proportionnelle entre toutes les listes ayant obtenu au moins 5 % des voix. Un deuxième tour est organisé si aucune liste n'atteint les 50 %, seules les listes ayant obtenu aux moins 10 % peuvent s'y présenter, les listes ayant obtenu entre 5 % et 10 % pouvant fusionner avec des listes qualifiées.

## Contexte

### Contexte électoral
En 2014, l'UMP Maryse Joissains-Masini se présente pour un troisième mandat. Élue en 2001, elle a été réélue avec 747 voix d'avance en 2008 en triangulaire face à Alexandre Medvédowsky (PS) et François-Xavier de Peretti (Modem) mais en 2009 ces élections sont annulées par le Conseil d'État en raison d'« un tract anonyme qui contenait des imputations injurieuses et diffamatoires » et qui « a excédé largement les limites de ce qui peut être toléré dans le cadre de la polémique électorale ». Lors des élections partielles qui s'ensuivent, Maryse Joissains-Masini est réélue avec 187 voix d'avance face à une liste menée par Alexandre Medvédowsky et à laquelle participe François-Xavier de Peretti.
En 2012, Nicolas Sarkozy arrive en tête à Aix-en-Provence lors de l'élection présidentielle (53,09 % des voix). La droite perd toutefois du terrain lors des élections législatives qui s'ensuivent). le député UMP Christian Kert n'est réélu qu'avec 50,98 % des voix face à Gaëlle Lenfant (PS) dans la 11e circonscription et Maryse Joissains-Masini est battue dans la 14e circonscription face au socialiste Jean-David Ciot.

### Enjeux

#### Métropole d'Aix-Marseille-Provence
La Métropole d'Aix-Marseille-Provence est un projet d'établissement public de coopération intercommunale du gouvernement Ayrault devant remplacer six intercommunalités des Bouches-du-Rhône y compris la Communauté d'agglomération du Pays d'Aix dont la présidente, Maryse Joissains-Masini est opposée au projet, tout comme un certain nombre de maires de la communauté d'agglomération du pays d'Aix.

#### Logement
Aix-en-Provence est souvent considérée comme une ville dans laquelle il est difficile de se loger. La maire Maryse Joissains-Masini indique cependant « résister un maximum aux demandes d'urbanisation » et « nous n'appliquerons pas la loi SRU ». L'opposition souhaite à l'inverse « Créer du logement » et densifier la zone périphérique afin de répondre au coût excessif du logement.

#### Transport
En 2011, la Communauté d'agglomération du Pays d'Aix (CPA) présidée par Maryse Joissains-Masini confie la gestion du réseau Aix en bus à la société Keolis par une délégation de service public.
Le nouveau réseau se met en place le 9 juillet 2012 mais est contesté par les habitants : « plus assez de bus, itinéraires rallongés, quartiers mal desservis, attente trop longue. » Maryse Joissains décide alors de revenir à l'ancien réseau. Cette gestion des transports est critiquée par l'opposition, qui souligne en outre l'absence de plan de déplacement urbain dans la ville.

#### Polémiques autour de Maryse Joissains-Masini
Différentes polémiques ont émaillé le mandat de la maire sortante, Maryse Joissains-Masini.
En 2008, le contrat d'Alain Joissains, ancien maire de la ville, mari de Maryse Joissains-Masini et embauché par elle comme directeur de cabinet, est cassé en raison d'une rémunération excessive.
En avril 2012, Maryse Joissains-Masini déclare à la presse : « Je ne veux plus un seul Rom sur ma commune », puis en mai « Les idées de Marine Le Pen, je les ai toujours partagées ».
Au lendemain de l'élection présidentielle de 2012, elle déclare : « Je ne me sens pas liée par ce Président de la République que j'estime illégitime », « ce type ne mérite pas d'être où il est », qu'il est un « danger pour la République » et que François Hollande n'a pas le « physique » d'un président de la République. Elle adresse une requête au Conseil constitutionnel demandant l'annulation de l'élection présidentielle, mais celle-ci est rejetée.
En avril 2013, Omar Achouri, le chauffeur de Maryse Joissains-Masini, également ancien attaché parlementaire de l'élue, est bénéficiaire d'une « promotion jugée trop rapide » perçue comme « un joli cadeau à un proche parmi les proches » de la maire.
Le 26 décembre 2013, Maryse Joissains est entendue par la brigade financière de Marseille pour « trafic d'influence et détournement de fonds publics » dans le cadre d'une enquête sur d'emplois présumés fictifs, d'où elle ressort finalement quelques heures plus tard, totalement libre.
Le 9 mars 2014, le site L'Internaute classe Maryse Joissains-Masini comme deuxième « meilleure maire de France » sur les quarante villes de plus de 100 000 habitants.

## Candidats

### «Aix 100% populaire»
Najia Jennane mène la liste « Aix 100% populaire », souhaitant représenter les quartiers populaires d'Aix-en-Provence. Elle bénéficiait du soutien initial du Nouveau Parti anticapitaliste (NPA) mais celui-ci a retiré son soutien peu avant le dépôt des listes,.

### Front de gauche

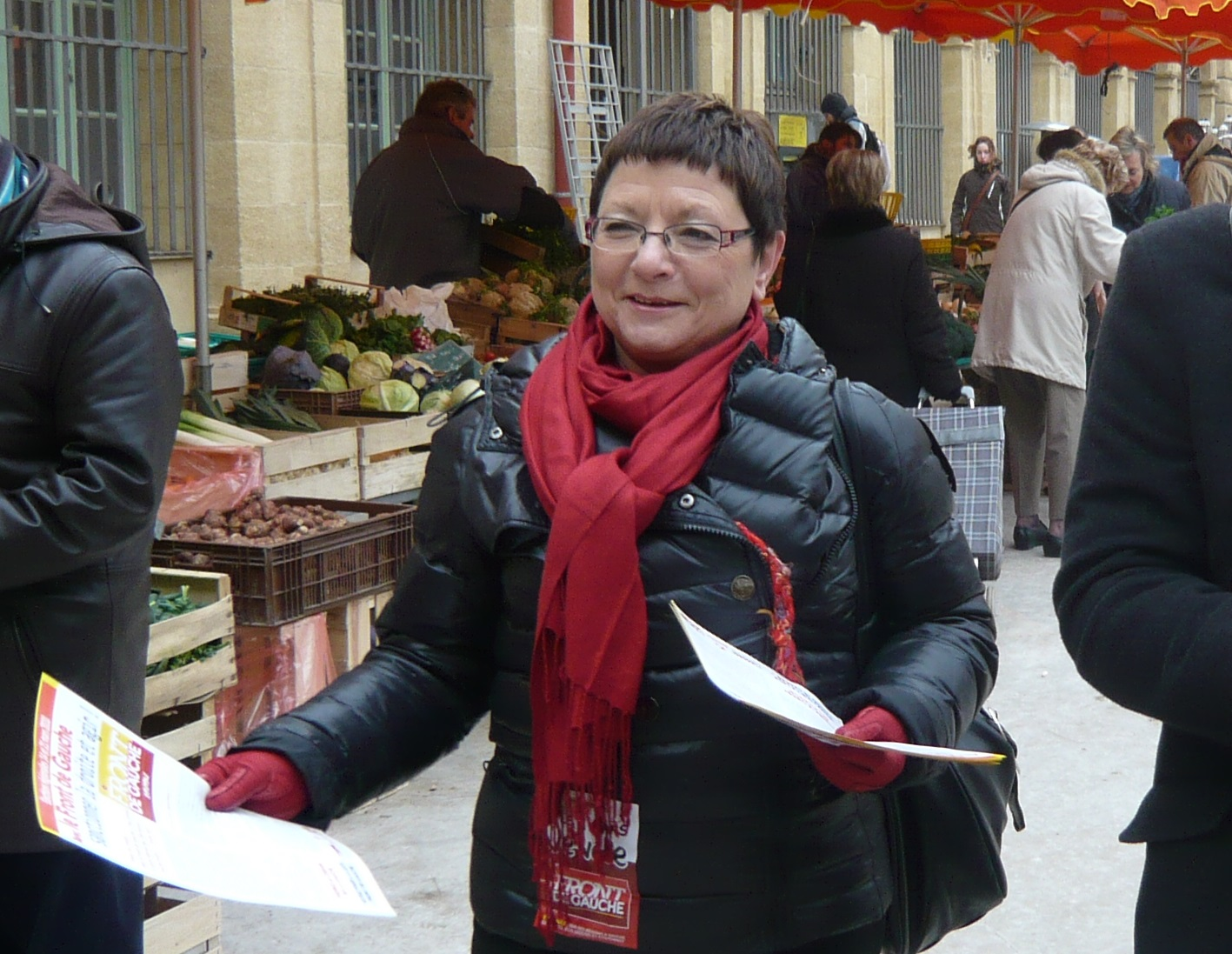
Anne Mesliand, tête de liste du Front de gauche.

Le Front de gauche a désigné la conseillère régionale Anne Mesliand pour conduire la liste « Aix à gauche » annoncée le 12 novembre 2013. Lundi 20 janvier 2014, elle est la première candidate de l'opposition municipale à présenter ses 55 colistiers.
Universitaire et syndicaliste, elle avait conduit lors des élections régionales de 2010 la liste du Front de gauche de Jean-Marc Coppola dans le département des Bouches-du-Rhône.

### Parti socialiste
Aix-en-Provence est une des villes dans lesquelles le PS désigne sa tête de liste lors d'une primaire municipale ouverte à tous les citoyens inscrits sur la liste électorale. Les candidatures sont officialisées le 17 juillet 2013.
Candidats
- Jacques Agopian (conseiller municipal)[26]
- Édouard Baldo (adjoint au maire, 1971-1977)[26]
- Cyril Di Méo (conseiller municipal, 2001-2008)[26]
- André Guinde (conseiller municipal et vice-président du Conseil général des Bouches-du-Rhône)[27]
- Jacky Lecuivre (secrétaire de section du PS)[28]
- Gaëlle Lenfant (vice-présidente du Conseil régional de Provence-Alpes-Côte d'Azur)[26],[29]

Le premier tour a lieu le 13 octobre 2013. Il voit se qualifier Édouard Baldo et Jacky Lecuivre. Gaëlle Lenfant, Cyril Di Méo, André Guinde annoncent leur soutien pour Édouard Baldo.

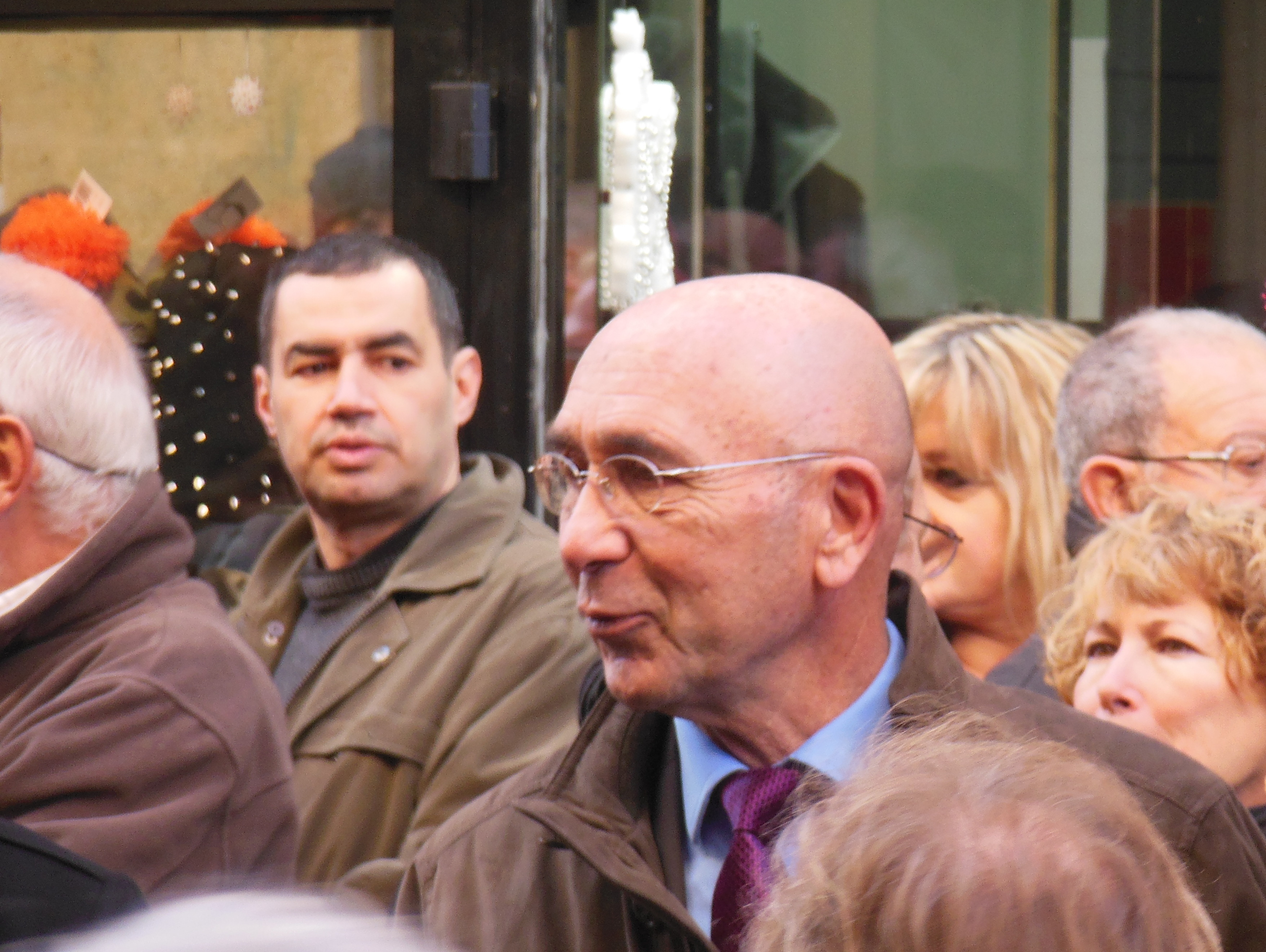
Édouard Baldo, candidat du PS, désigné par une primaire ouverte.

Le 20 octobre 2013, Édouard Baldo l'emporte largement, avec plus de 64 % des voix.
| Candidats      | Candidats       | Premier tour | Premier tour | Second tour | Second tour |  |
| Candidats      | Candidats       | Voix         | %            | Voix        | %           |  |
| -------------- | --------------- | ------------ | ------------ | ----------- | ----------- |  |
|                | Édouard Baldo   | 753          | 26,94 %      | 1 545       | 64,38 %     |  |
|                | Jacky Lecuivre  | 540          | 19,32 %      | 855         | 35,63 %     |  |
|                | Jacques Agopian | 481          | 17,21 %      |             |             |  |
|                | André Guinde    | 418          | 14,96 %      |             |             |  |
|                | Gaëlle Lenfant  | 345          | 12,34 %      |             |             |  |
|                | Cyril Di Méo    | 258          | 9,23 %       |             |             |  |
|                |                 |              |              |             |             |  |
| Votants        | Votants         | 2 821        | 100,00       | 2 433       |             |  |
| Exprimés       | Exprimés        | 2 795        | 99,07        |             |             |  |
| Blancs et nuls | Blancs et nuls  | 26           | 0,93         | 33          |             |  |

En décembre 2013, Jacky Lecuivre choisit, en dépit du résultat des primaires et de la charte éthique signée avant le déroulement de ces dernières, de faire dissidence en se présentant avec le sans étiquette Jean-Louis Keita pour y renoncer par la suite.
Peu de temps après, André Guinde annonce qu'il ne se présentera ni sur la liste socialiste, « ni sur la liste de personne », mais qu'il « fer[a] la campagne d'Édouard Baldo. »
Le 7 décembre 2013, Hervé Guerrera, conseiller municipal et régional du Partit occitan et candidat battu à l'investiture d'ÉELV deux mois auparavant, annonce son ralliement à Édouard Baldo.

### Europe Écologie Les Verts
François Hamy, conseiller municipal d'opposition et ancien président des Verts du Pays d'Aix, est désigné le 6 octobre 2013 tête de liste par les adhérents EÉLV d'Aix-en-Provence face à Hervé Guerrera, conseiller régional et municipal du Partit occitan.

### «Ensemble avec vous»

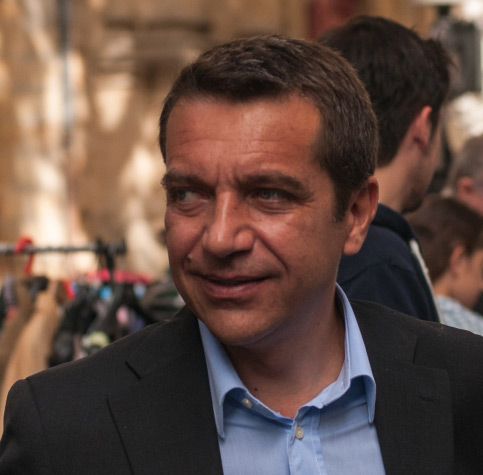
François-Xavier de Peretti, tête de liste « Ensemble avec vous ».

Alexandre Medvedowsky (PS dissident), François-Xavier de Peretti (ancien du MoDem et de l'UDF), ayant fondé son propre parti, l'Union pour Aix, Stéphane Salord (ancien UDF, aujourd'hui Génération écologie), Christian Maraninchi (PRG) et Lucien Ambroggiani (association Convergence citoyenne) ont formé le collectif « Ensemble avec vous » qui décide de présenter un candidat unique à l'élection municipale de 2014.
Le 28 juin 2013 le collectif désigne François-Xavier de Peretti tout en invitant les socialistes à le rejoindre, qualifiant la primaire ouverte du PS de « mini-primaire » alors que, le même jour, Alexandre Medvedowsky est mis en examen dans un volet de l'affaire Guérini.
Le 24 janvier 2014, lors de ses vœux à la presse, Jean-Noël Guérini déclare qu'il soutient la liste conduite par François-Xavier de Peretti.

### Union des démocrates et indépendants

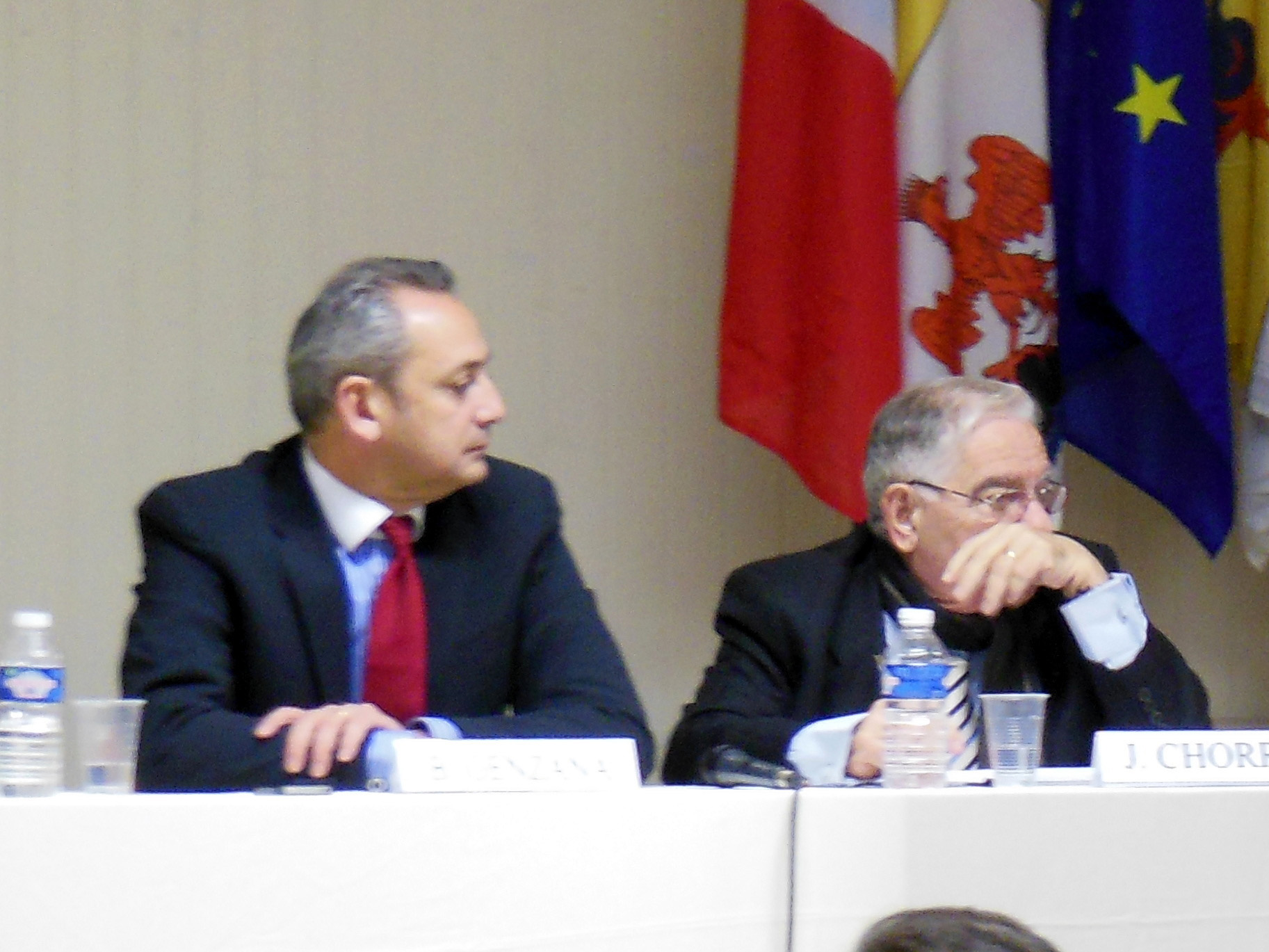
Bruno Genzana et Jean Chorro.

Bruno Genzana, ex-membre de la majorité de Maryse Joissains-Masini, présente au premier tour une liste autonome « Aix pour atout » avec le soutien de l'UDI,. Il est soutenu par Jean Chorro, ancien premier adjoint de Maryse Joissains-Masini, et qui pour ce soutien fait l'objet d'une procédure d'exclusion de l'UMP
Le 28 novembre 2013, Bruno Genzana présente certains de ses colistiers, parmi lesquels : Jean Chorro, Catherine Rivet-Jolin, Patricia Larnaudie et Dahbia Bennour-Draouzia, tous membres de la majorité municipale sortante de Maryse Joissains-Masini[réf. nécessaire].

### Union pour un mouvement populaire

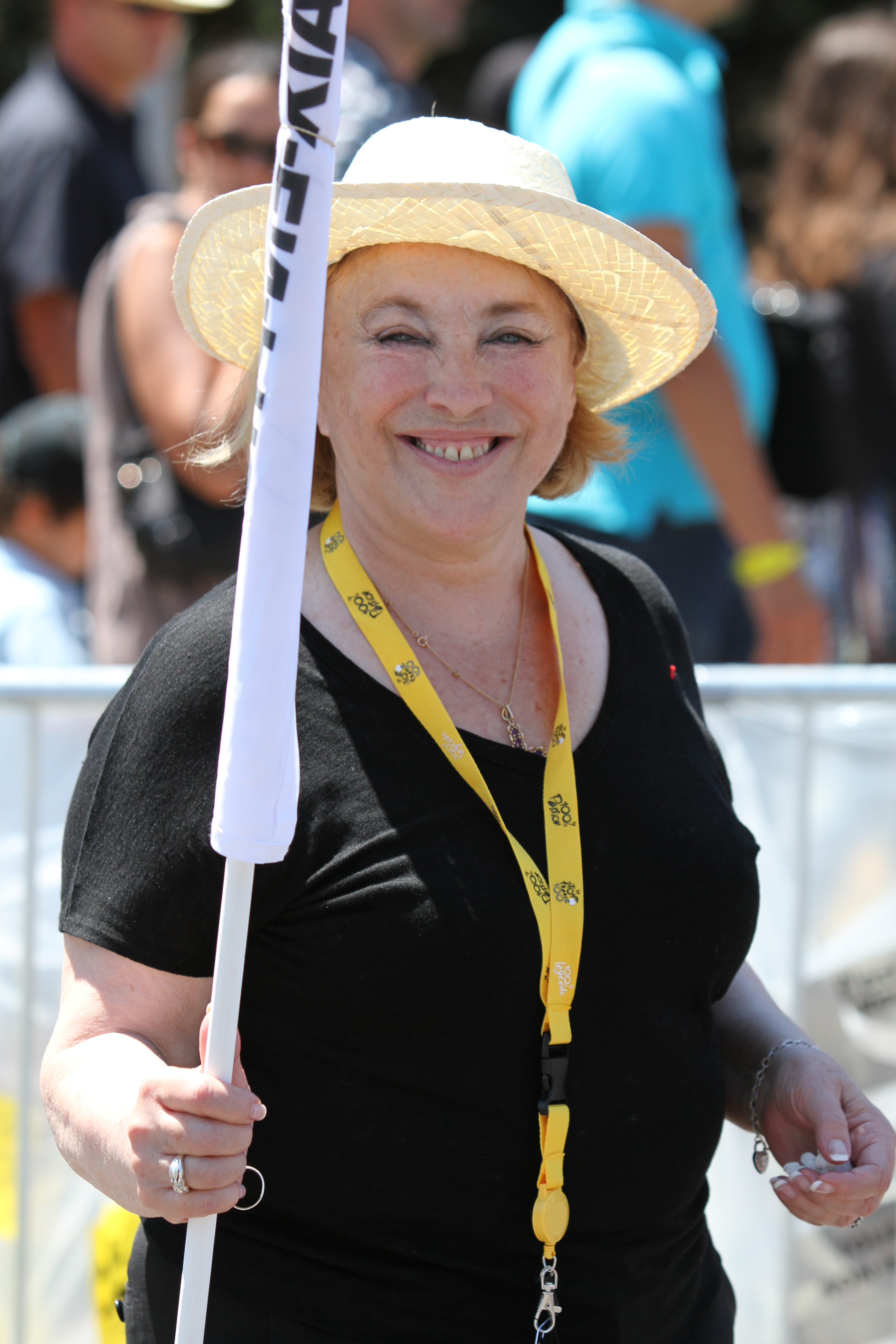
Maryse Joissains-Masini, maire UMP, candidate à un troisième mandat.

Maryse Joissains-Masini, Maire sortante, est candidate à un troisième mandat.
Le 13 juin 2013, la commission nationale d’investiture de l’UMP a décidé, à l'unanimité, de donner l’investiture à Maryse Joissains-Masini, pour conduire la liste UMP.
Le 26 novembre 2013, Maryse Joissains-Masini présente ses colistiers, parmi lesquels figurent vingt sept membres de l'UMP, dix membres de l'UDI, dix huit personnalités de la société civile on note l'absence de quatre élus sortants, qui ont rejoint la liste UDI,. Le nouveau numéro deux de la liste est Gérard Bramoullé (PLD-UDI), notamment chargé des finances et du budget durant le deuxième mandat de Maryse Joissains-Masini.

### Front national
Catherine Rouvier, membre de Souveraineté, identité et libertés, a été désignée par le Front national pour mener une liste d'extrême droite « Rassemblement bleu Marine ».

## Sondage
|          |                    |             | Premier tour | Premier tour | Premier tour | Premier tour | Premier tour      | Premier tour | Premier tour | Premier tour  | Premier tour |      | Second tour | Second tour       | Second tour   | Second tour |
| -------- | ------------------ | ----------- | ------------ | ------------ | ------------ | ------------ | ----------------- | ------------ | ------------ | ------------- | ------------ | ---- | ----------- | ----------------- | ------------- | ----------- |
| Institut | Date               | Échantillon | Jennane SE   | Mesliand FG  | Baldo PS     | Hamy EELV    | De Peretti Centre | Keita SE     | Genzana UDI  | Joissains UMP | Rouvier FN   |      | Baldo PS    | De Peretti Centre | Joissains UMP | Rouvier FN  |
| Institut | Date               | Échantillon |              |              |              |              |                   |              |              |               |              |      |             |                   |               |             |
| Ipsos    | 12 et 13 mars 2014 | 602         | 1 %          | 4 %          | 23 %         | 6 %          | 10 %              | 4 %          | 9 %          | 33 %          | 10 %         |      | 35 %        | 14 %              | 43 %          | 8 %         |
| Ipsos    | 12 et 13 mars 2014 | 602         | 1 %          | 4 %          | 23 %         | 6 %          | 10 %              | 4 %          | 9 %          | 33 %          | 10 %         | 37 % | 17 %        | 46 %              |               |             |
| Ipsos    | 12 et 13 mars 2014 | 602         | 1 %          | 4 %          | 23 %         | 6 %          | 10 %              | 4 %          | 9 %          | 33 %          | 10 %         | 46 % |             | 46 %              | 8 %           |             |
| Ipsos    | 12 et 13 mars 2014 | 602         | 1 %          | 4 %          | 23 %         | 6 %          | 10 %              | 4 %          | 9 %          | 33 %          | 10 %         | 49 % |             | 51 %              |               |             |

## Résultats

### Résultats précédents
| Tête de liste  | Tête de liste           | Partis        | Premier tour | Premier tour | Second tour | Second tour | Sièges | Sièges |
| Tête de liste  | Tête de liste           | Partis        | #            | %            | #           | %           | #      | %      |
| -------------- | ----------------------- | ------------- | ------------ | ------------ | ----------- | ----------- | ------ | ------ |
|                | Maryse Joissains-Masini | UMP           | 16 745       | 43,31        | 21 617      | 50,22       | 42     | 76,4   |
|                | Alexandre Medvedowsky   | PS, Modem     | 13 177       | 34,08        | 21 430      | 49,78       | 13     | 23,5   |
|                | Hervé Guerrera          | PO, Les Verts | 4 372        | 11,31        | 21 430      | 49,78       | 13     | 23,5   |
|                | Stéphane Salord         | DVD           | 2 739        | 7,08         |             |             |        |        |
|                | Nathalie Leconte        | PCF, PG, NPA  | 1 621        | 4,21         |             |             |        |        |
| Inscrits       | Inscrits                | Inscrits      |              |              |             |             | 55     | 100    |
| Abstention     |                         |               |              |              |             |             |        |        |
| Votants        |                         |               |              |              |             |             |        |        |
| Blancs et nuls |                         |               |              |              |             |             |        |        |
| Exprimés       |                         |               |              |              |             |             |        |        |

| Tête de liste  | Tête de liste              | Partis                 | Premier tour | Premier tour | Second tour | Second tour | Sièges | Sièges |
| Tête de liste  | Tête de liste              | Partis                 | #            | %            | #           | %           | #      | %      |
| -------------- | -------------------------- | ---------------------- | ------------ | ------------ | ----------- | ----------- | ------ | ------ |
|                | Maryse Joissains-Masini    | UMP                    | 17 516       | 33,81        | 24 692      | 44,28       | 40     | 72,7   |
|                | Alexandre Medvedowsky      | PS, PCF, Les Verts, PO | 15 071       | 29,09        | 23 945      | 42,94       | 12     | 21,8   |
|                | François-Xavier de Peretti | Modem                  | 10 441       | 20,15        | 7 123       | 12,77       | 2      | 3,6    |
|                | Michel Pezet               | PS dissident           | 5 255        | 10,14        |             |             |        |        |
|                | Aude Charcosset            | LCR                    | 1 508        | 2,91         |             |             |        |        |
|                | Jean-Louis Garello         | Divers droite          | 1 408        | 2,72         |             |             |        |        |
|                | Maryse Galland Mourbrun    | Divers droite          | 606          | 1,17         |             |             |        |        |
| Inscrits       | Inscrits                   | Inscrits               |              |              |             |             | 55     | 100    |
| Abstention     |                            |                        |              |              |             |             |        |        |
| Votants        |                            |                        |              |              |             |             |        |        |
| Blancs et nuls |                            |                        |              |              |             |             |        |        |
| Exprimés       |                            |                        |              |              |             |             |        |        |

### 2014
- Maire sortante : Maryse Joissains-Masini (UMP)
- 55 sièges à pourvoir (population légale 2011 : 140 684 habitants)

| Tête de liste  | Tête de liste              | Partis          | Premier tour | Premier tour | Second tour | Second tour | Sièges | Sièges |
| Tête de liste  | Tête de liste              | Partis          | #            | %            | #           | %           | CM     | CC     |
| -------------- | -------------------------- | --------------- | ------------ | ------------ | ----------- | ----------- | ------ | ------ |
|                | Maryse Joissains-Masini    | UMP             | 19 650       | 37,79        | 26 942      | 52,61       | 42     | 26     |
|                | Bruno Genzana              | UDI             | 5 885        | 11,32        | 26 942      | 52,61       | 42     | 26     |
|                | Édouard Baldo              | PS-PO           | 10 218       | 19,65        | 18 687      | 36,49       | 10     | 6      |
|                | Catherine Rouvier          | FN              | 5 416        | 10,34        | 5 577       | 10,89       | 3      | 2      |
|                | François-Xavier de Peretti | PS diss.-PRG-GÉ | 4 214        | 8,11         |             |             |        |        |
|                | François Hamy              | EELV            | 2 536        | 4,88         |             |             |        |        |
|                | Anne Mesliand              | PG-PCF          | 2 483        | 4,78         |             |             |        |        |
|                | Jean-Louis Keïta           | SE              | 1 467        | 2,82         |             |             |        |        |
|                | Najia Jennane              | DVG             | 127          | 0,24         |             |             |        |        |
| Inscrits       | Inscrits                   | Inscrits        | 90 060       | 100          | 90 079      | 100         | 55     | 34     |
| Abstention     | Abstention                 | Abstention      | 36 899       | 40,97        | 36 937      | 41,01       |        |        |
| Votants        | Votants                    | Votants         | 53 161       | 59,02        | 53 142      | 58,99       |        |        |
| Blancs et nuls | Blancs et nuls             | Blancs et nuls  | 1 165        | 1,29         | 1 936       | 3,64        |        |        |
| Exprimés       | Exprimés                   | Exprimés        | 51 996       | 57,73        | 51 206      | 56,85       |        |        |

- Maire élue : Maryse Joissains-Masini (UMP)
- Avec 42 sièges obtenus, soit la majorité absolue au conseil municipal.
- Au Conseil Communautaire : 26 sièges pour UMP, 6 sièges pour PS et 2 sièges pour FN